# Dicranomyia williamsae
Dicranomyia williamsae är en tvåvingeart som först beskrevs av Günther Theischinger 1994.  Dicranomyia williamsae ingår i släktet Dicranomyia och familjen småharkrankar. Inga underarter finns listade i Catalogue of Life.